# Internationella dagen för kvinnor och flickor inom vetenskap
Internationella dagen för kvinnor och flickor inom vetenskap (engelska: International Day of Women and Girls in Science) firas den 11 februari varje år. Dagen är en av Förenta nationernas officiella temadagar och instiftades av FN:s generalförsamling den 22 december 2015. UNESCO och UN Women var initiativtagare och leder arbetet med dagen tillsammans med mellanstatliga organisation och olika  aktörer i civilsamhället.
| ” | Gender equality is a global priority for UNESCO, and the support of young girls, their education and their full ability to make their ideas heard are levers for development and peace. | „ |

Unesco prioriterar jämställdhet mellan könen och stödet till unga flickors utbildning och deras möjlighet att göra sina idéer hörda ökar förutsättningarna för utveckling och fred på en global nivå.
Syftet med dagen är att öka mångfalden inom forskning genom att stärka kvinnors och flickors deltagande inom de vetenskapliga och tekniska disciplinerna.

## Teman
- 2021 - Women Scientists at the forefront of the fight against COVID-19
- 2020 -
- 2019 -
- 2018 -
- 2017 -
- 2016 -